# Geotrapping
A geotrapping (geo - földrajzi és trap - csapda) egy szolgáltatás, mely lehetővé teszi egy megadott időben és helyen tartózkodó okostelefon- vagy táblagép-felhasználók csoportja adatainak összegyűjtését és elemzését. A geotrapping a földrajzi helymeghatározási funkciót használva különíti el a felhasználók csoportját, azoknak idő- és térbeli elhelyezkedése szerint. Lehetővé teszi a célzott hirdetést a felhasználó okostelefonjának múltbeli tartózkodási helyzete alapján. Amennyiben a felhasználó a korábbiakban olyan, hirdetési felületeket is tartalmazó alkalmazásokat használt, melyekben hirdetések is megjelentek, az üzenet közvetíthetővé válik. A szolgáltatást a Selectivv által 2015 augusztusában létrehozott mobilmarketing megoldásban használják, és 2018. június 16-án az Európai Unió Szellemi Tulajdonügyi Hivatalában bejegyzett védjeggyé nyilvánították.

## Geotrapping és geolokáció
A geolokáció egy általános információs koncepció, mely fizikai tárgyak vagy emberek földrajzi helyzetének meghatározását jelenti, leggyakrabban az eszköz GPS- vagy IP-címét használva. Az elhelyezkedés általában földrajzi koordináták alapján kerül meghatározásra, de emellett egyéb címadatok alapján is (irányítószám, város, utca és házszám). A geotrapping a mobileszközök geolokációs funkcióját alkalmazza annak érdekében, hogy a mobilhirdetések a térben és időben megfelelő címzettekhez jussanak el.

## Geotrapping és földrajzi célzás
A földrajzi célzás a célcsoport elérésének módja a helyzetmeghatározás alapján (koordináták alapján). A marketingben a földrajzi célzás lehetőséget teremt arra, hogy elérje és hirdetéseket jelenítsen meg azoknak az embereknek, akik aktuálisan adott országban, régióban, városban vagy bármely szabadon megválasztott területen tartózkodnak. A geotrapping viszont lehetővé teszi, hogy hirdetési üzeneteit azon célcsoporthoz juttassa el, akik korábban egy adott helyszínen tartózkodtak, azaz a felhasználók historikus adatait felhasználva, függetlenül a jelenlegi tartózkodási helyüktől.

## Példák a geotrapping használatára mobilhirdetési kampányokban
- Az Open’er 2017 fesztivál résztvevőinek elemzése.[3]
- A kampány azoknak a külföldi zarándokoknak szólt, akik az Ifjúsági Világnap alkalmából Lengyelországba látogattak, a világnap alkalmával Krakkóban tartózkodó, de külföldi mobilszolgálatóval rendelkező embereket megcélozva.[4]
- Az influenzaszezon csúcsán gyógyszerkampány futtatása mindazoknak, akik a lengyelországi járóbeteg-ellátás valamelyik intézményét meglátogatták.
- Kampány azokat célozva, akik a közelmúltban egy adott háztartásikészülék-bolt valamelyik konkurensénél jártak.